# Hôtel de Guillaume de Bernuy
Ne doit pas être confondu avec Hôtel de Bernuy.
L’hôtel de Guillaume de Bernuy, dit aussi  hôtel de Buet, est un hôtel particulier Renaissance bâti par Nicolas Bachelier au no 5 rue de la Pomme, dans le centre historique de Toulouse. Il est construit vers 1540 pour Guillaume de Bernuy, fils de Jean de Bernuy. 

## Histoire
Guillaume de Bernuy, baron de Villeneuve-la-Comptal, greffier des Présentations de la Cour au parlement de Toulouse et fils du célèbre marchand de pastel Jean de Bernuy, fait bâtir son hôtel particulier entre 1540 et 1544 sur une parcelle cédée par son père. Il engage pour diriger ce chantier l'architecte et sculpteur Nicolas Bachelier, qui s'était distingué en 1538 avec l'édification de l'hôtel de Bagis et travaille à la même époque pour Michel Du Faur au château de Saint-Jory et à l'hôtel de Saint-Jory.
La famille Buet acquiert l'hôtel après 1554 à la suite du mariage de Simon Buet, conseiller au parlement, avec Marguerite de Bernuy, fille de Guillaume décédé en 1549.

## Description
Bachelier édifie un bâtiment à deux étages entre cour et jardin. Comme à l'hôtel de Bagis l'escalier est à rampe droite en œuvre, ses degrés de pierre ont été remplacés depuis par un escalier en bois, à l'exception toutefois des dernières marches à son sommet. Sa travée est signalée par un monumental portail en pierre, morceau de bravoure suppléant la traditionnelle tour d'escalier dans son rôle honorifique.
Pour les fenêtres, Nicolas Bachelier reprend certains des principes qu'il avait appliqués à l'hôtel de Bagis, mais il les enrichit par l'emploi de tables meublées de masques et de cuirs découpés. Ces ornements s'inspirent des décors de la Galerie François Ier du château de Fontainebleau, mais aussi de gravures de Fantuzzi, Androuet du Cerceau ou Léonard Thiry. 
Il n'aura donc fallu que quelques années pour que ces ornements de la mode royale gagnent Toulouse, ce qui témoigne de la vitesse à laquelle circulaient les formes à la Renaissance et de la nécessité pour les sculpteurs d'enrichir leur répertoire des dernières nouveautés pour répondre à la quête honorifique des commanditaires. Ces décors sculptés des fenêtres de l'hôtel de Guillaume de Bernuy serviront à leur tour de source d'inspiration à Toulouse, entre 1560 et 1562 Dominique Bachelier déclinera les masques de son père pour le décor des consoles de la coursière de l'hôtel d'Assézat.

## Galerie

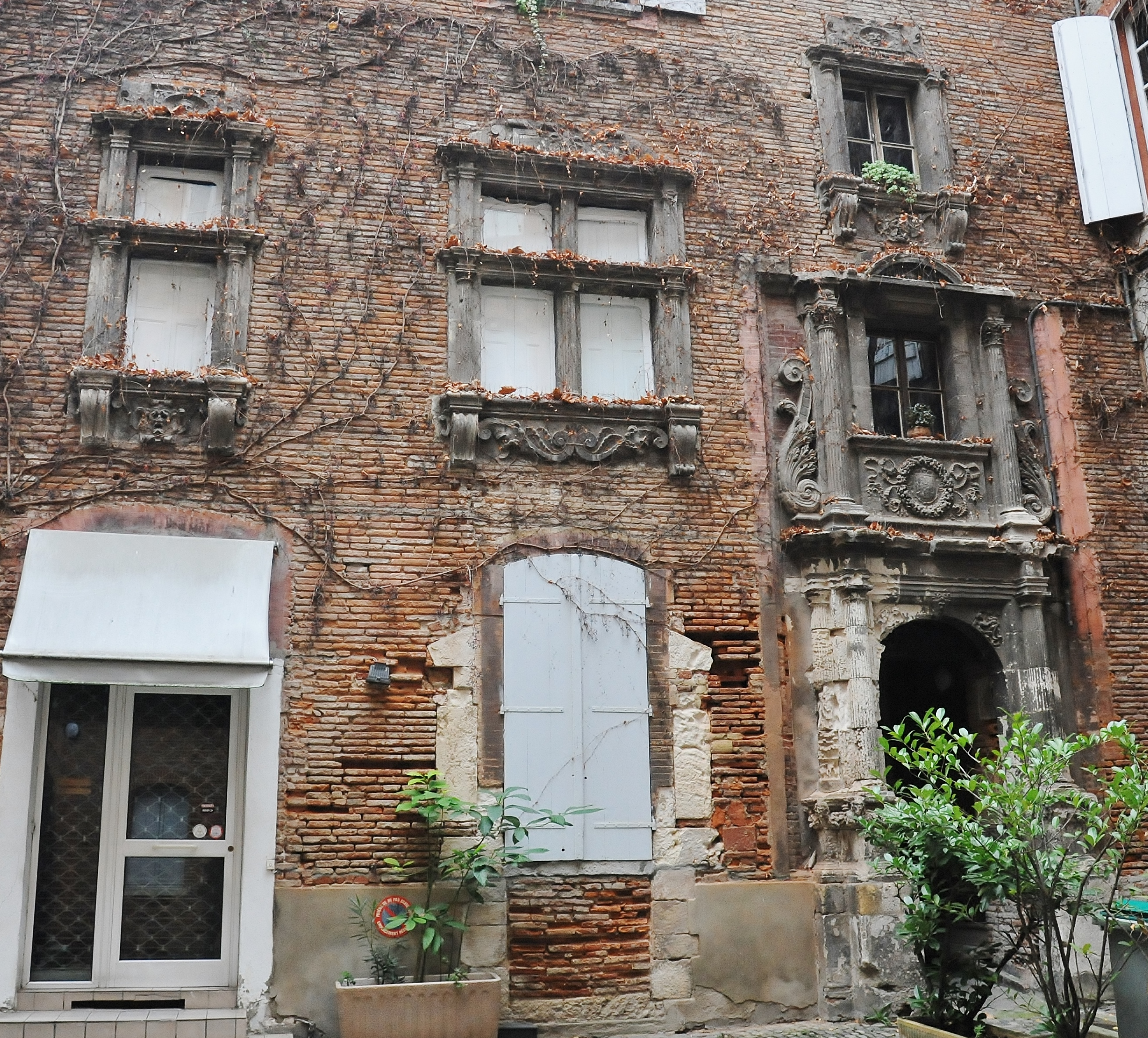
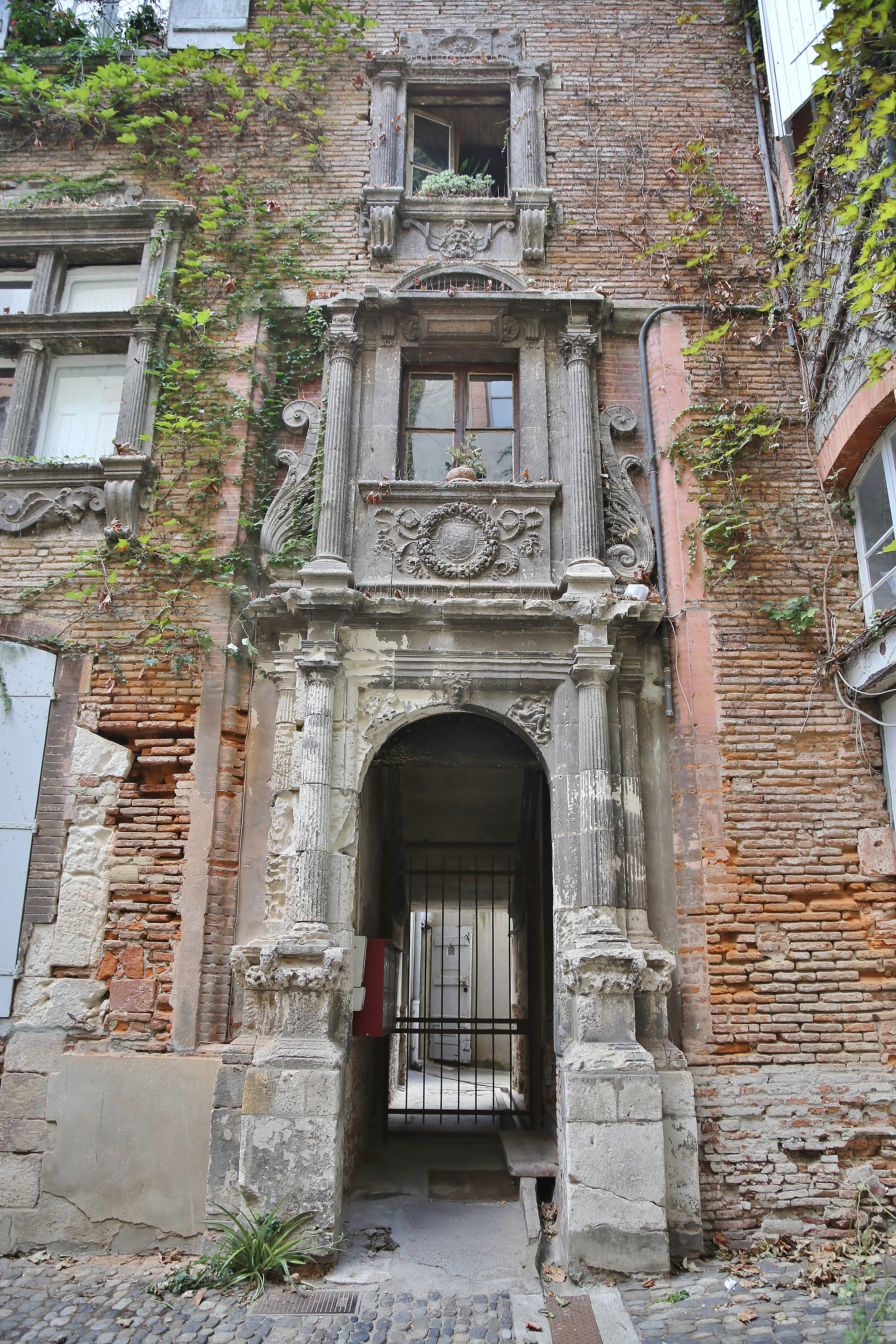
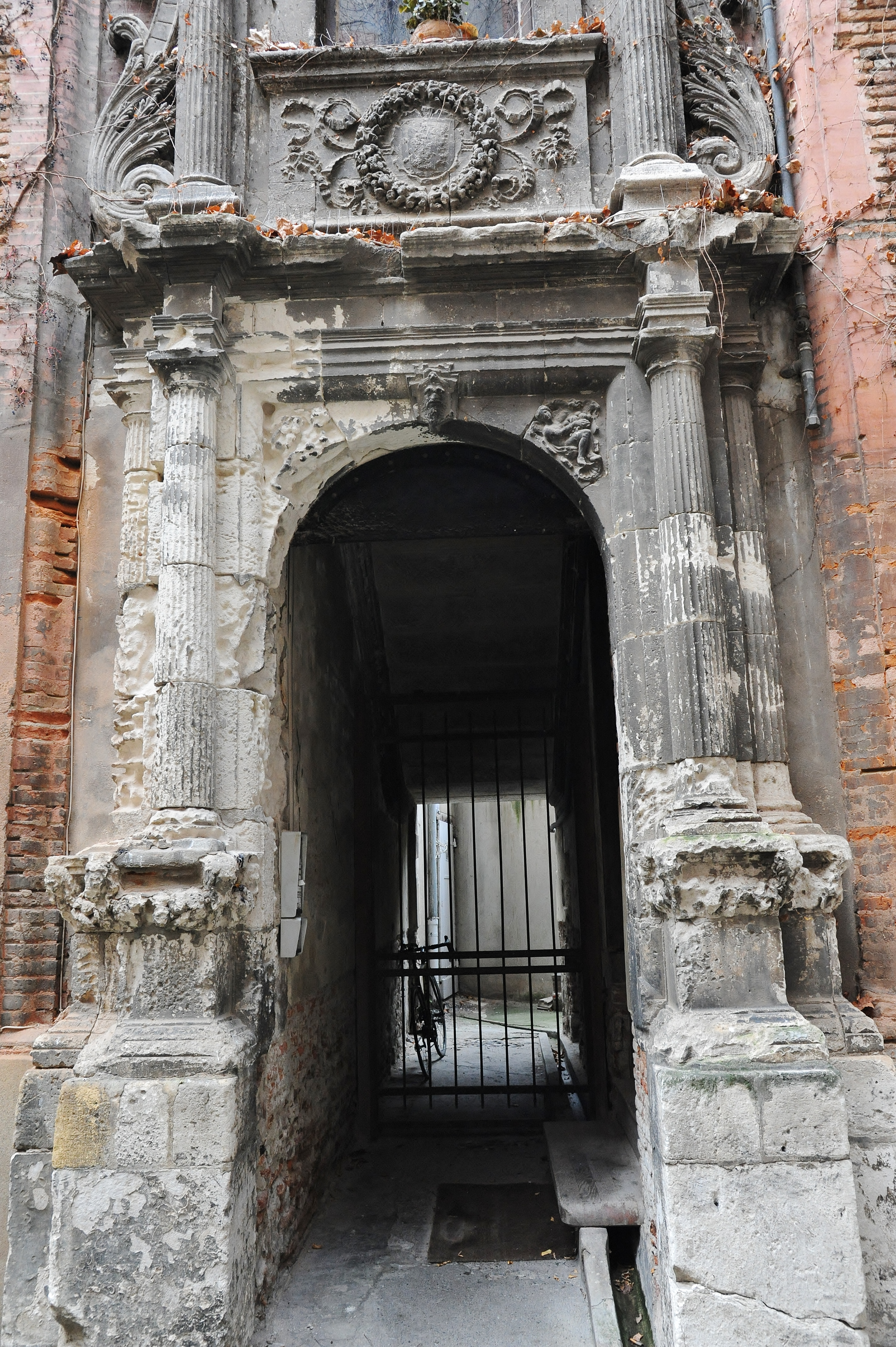
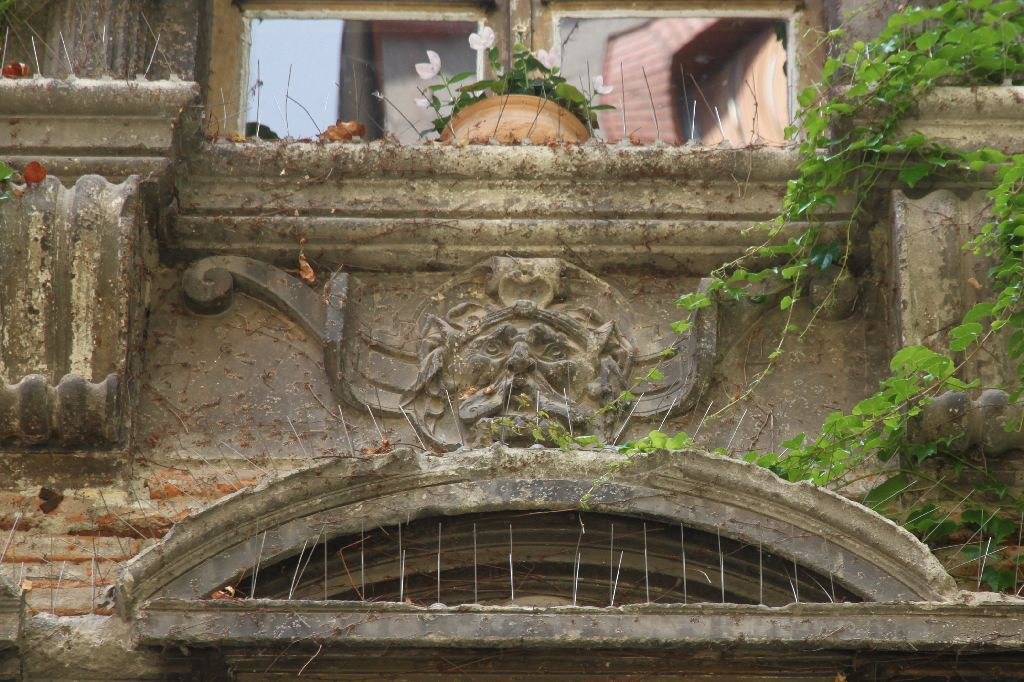
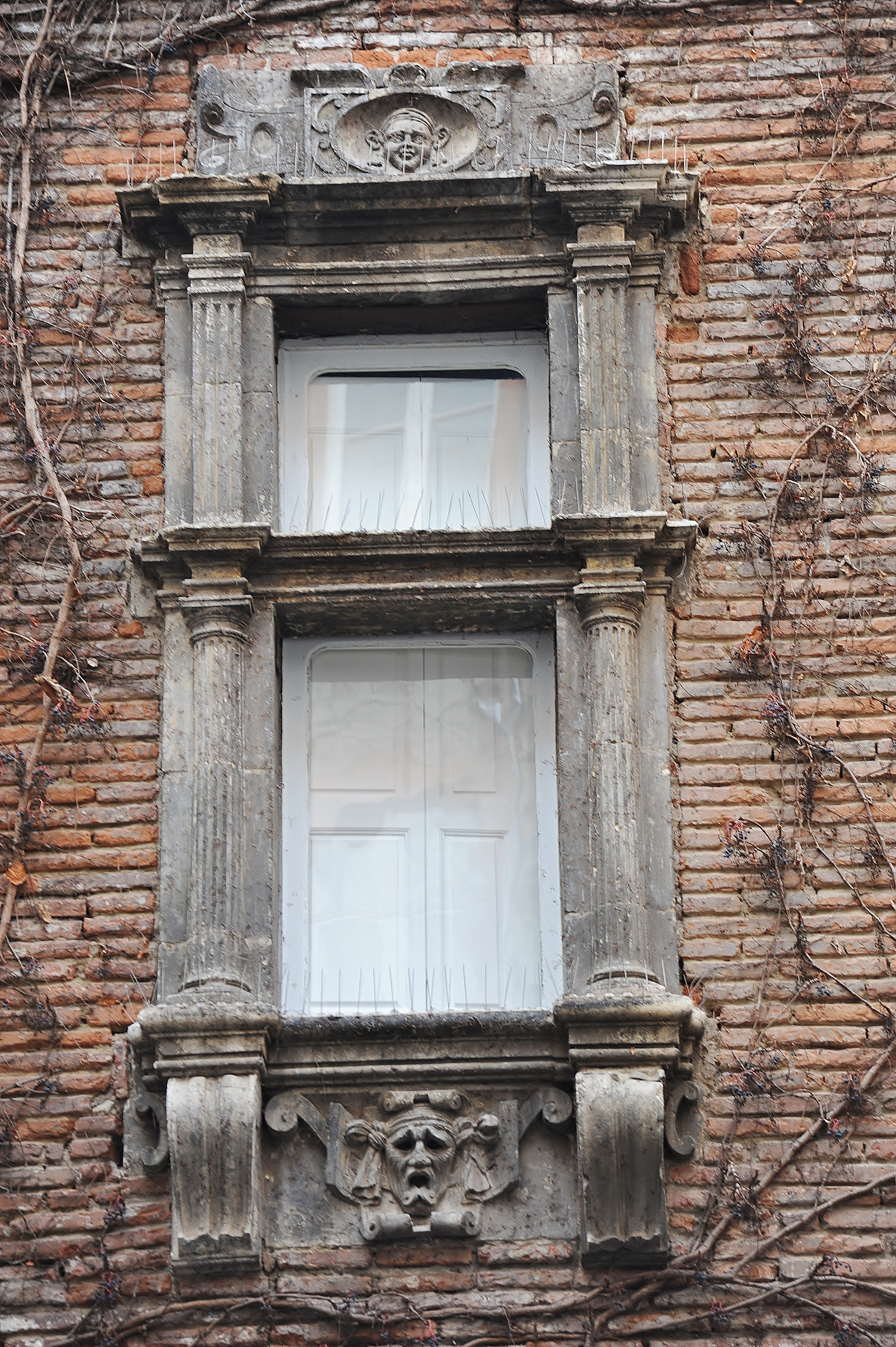
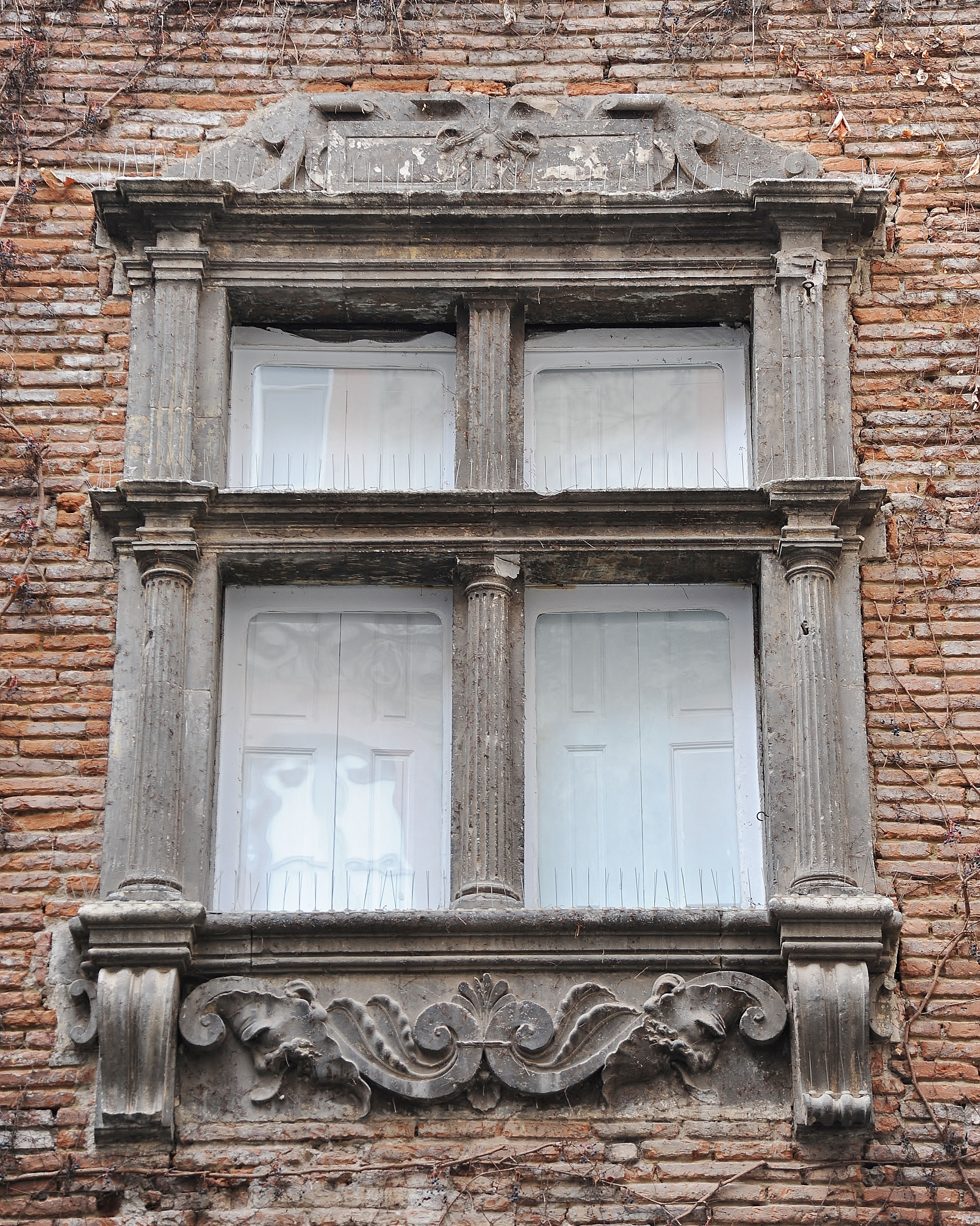
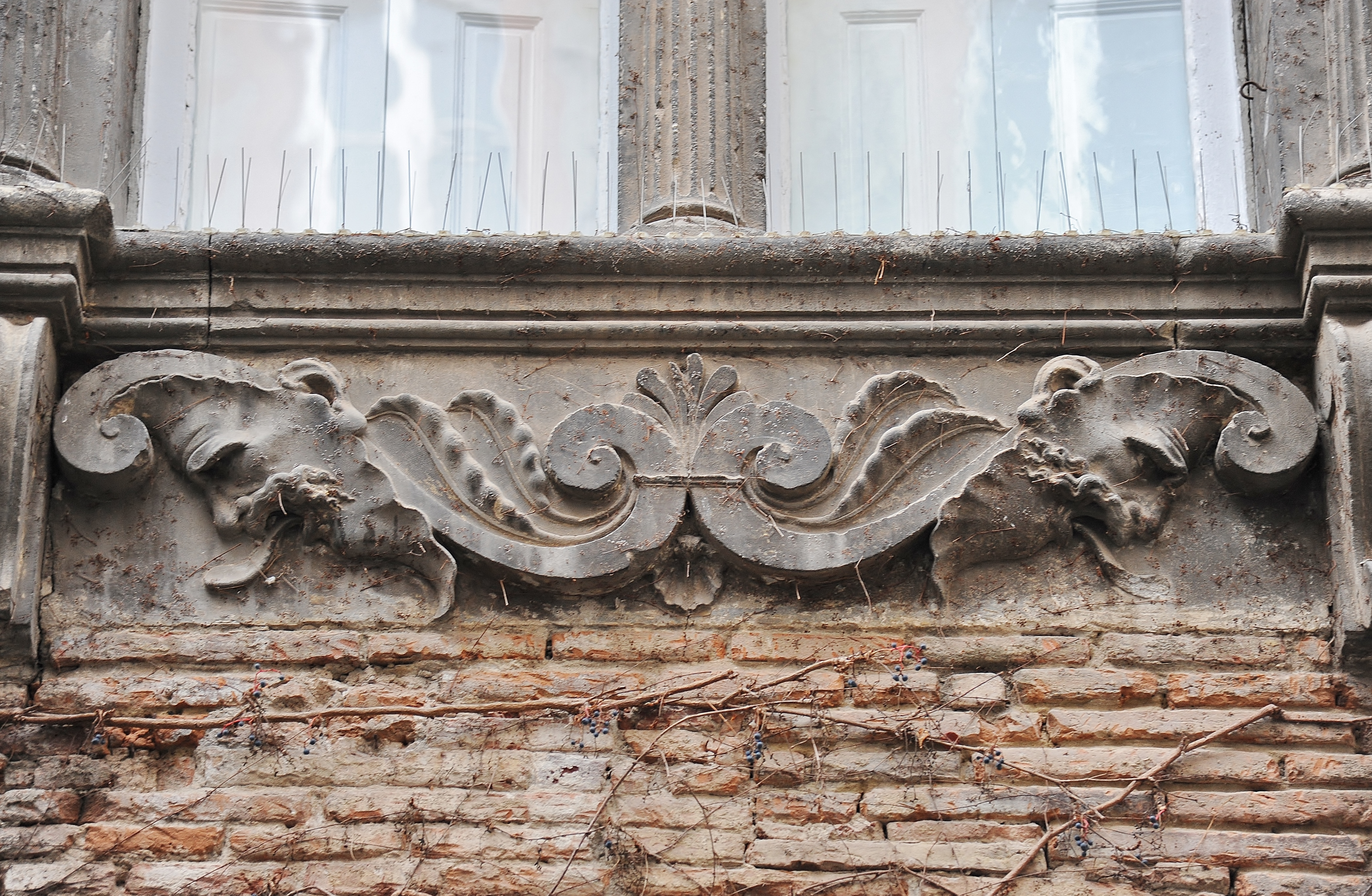
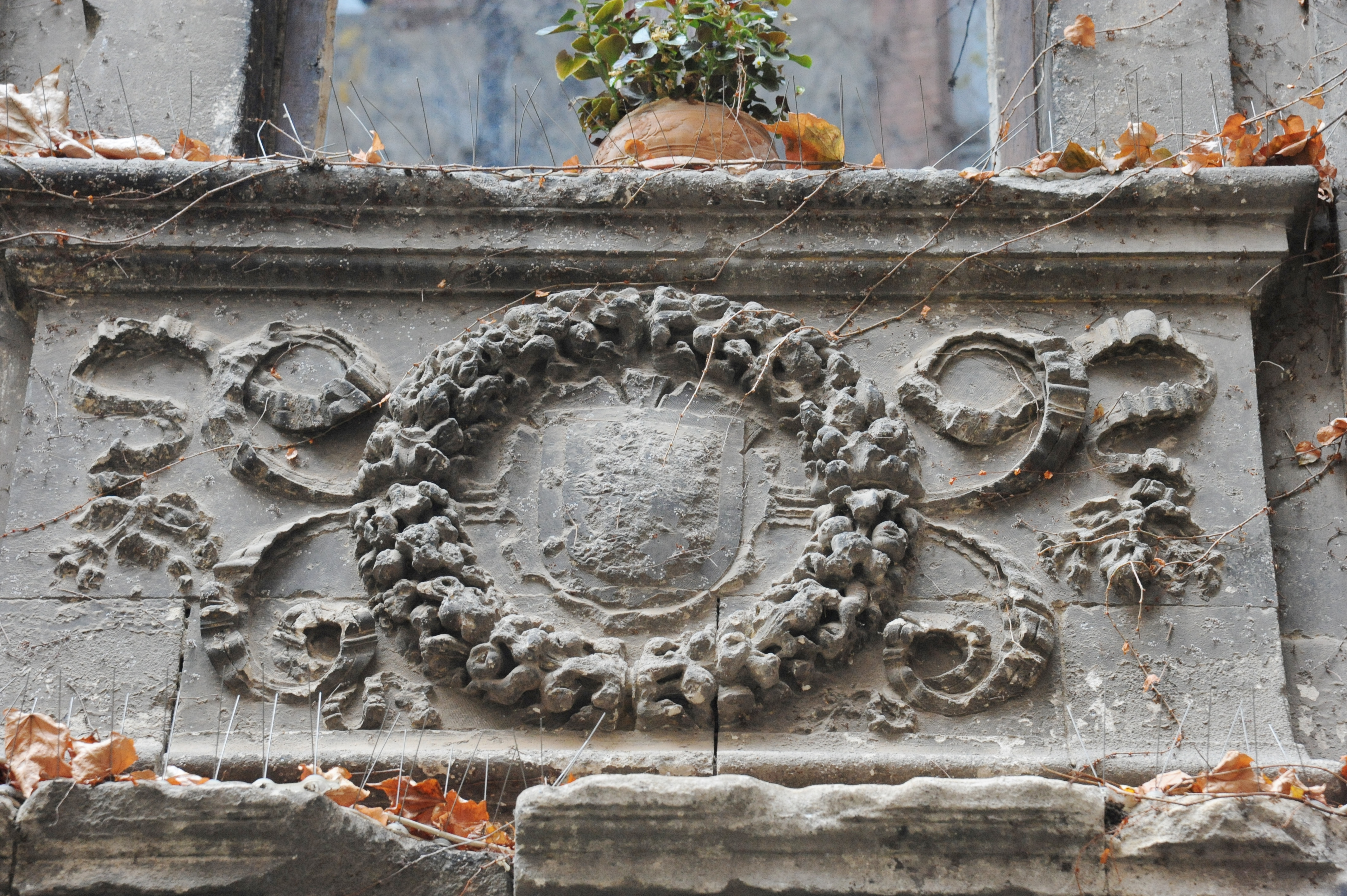
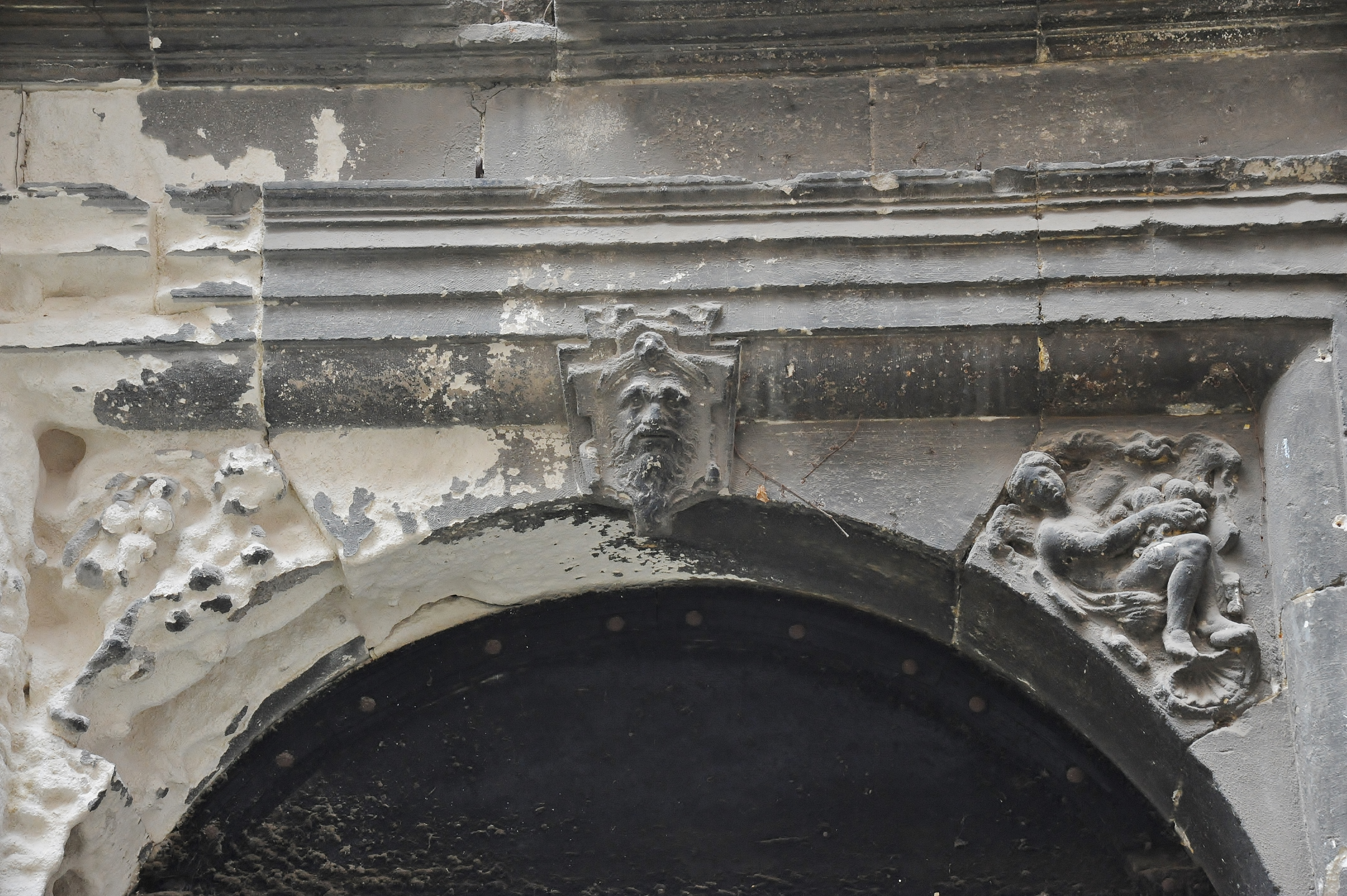
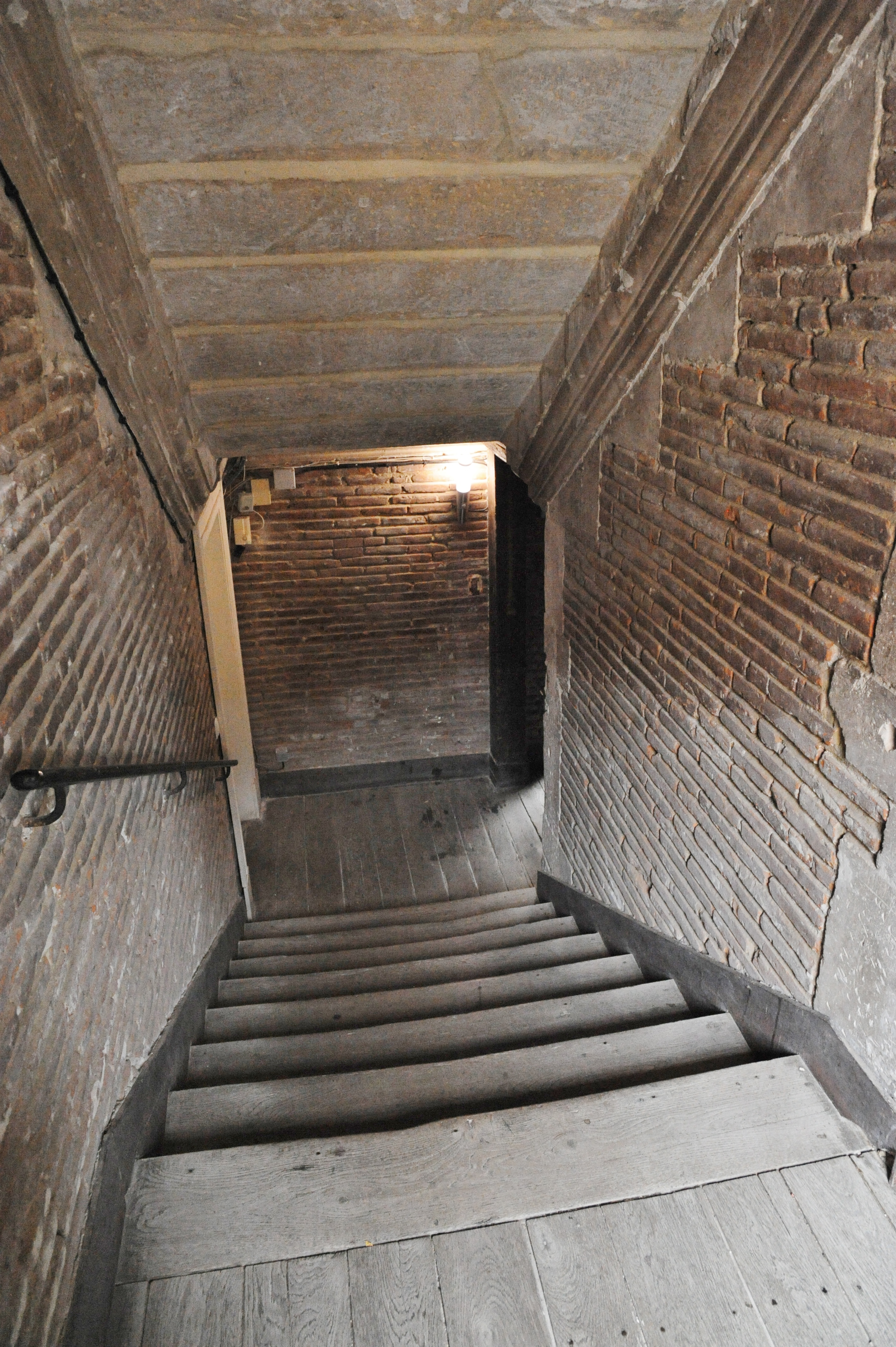
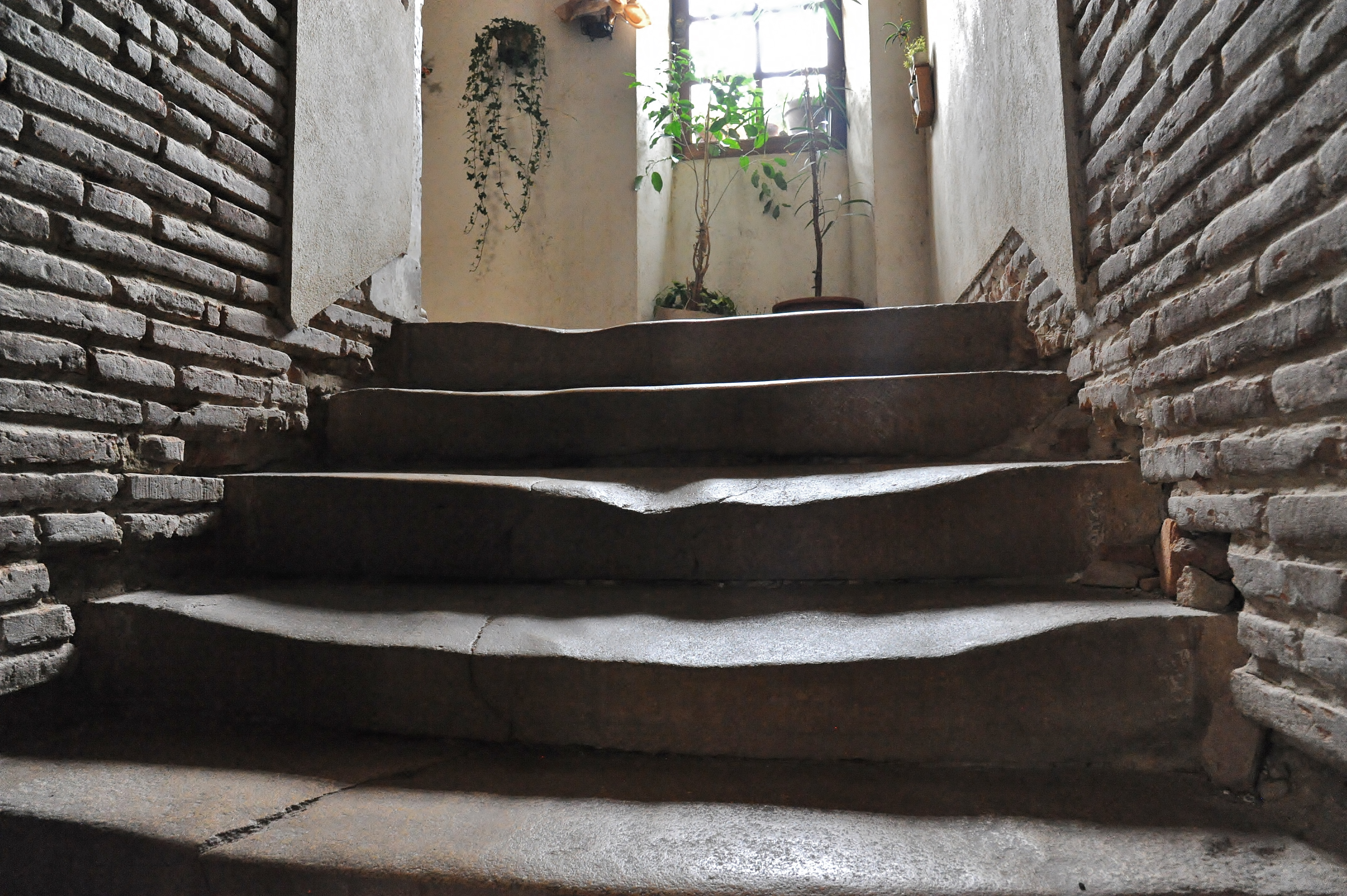
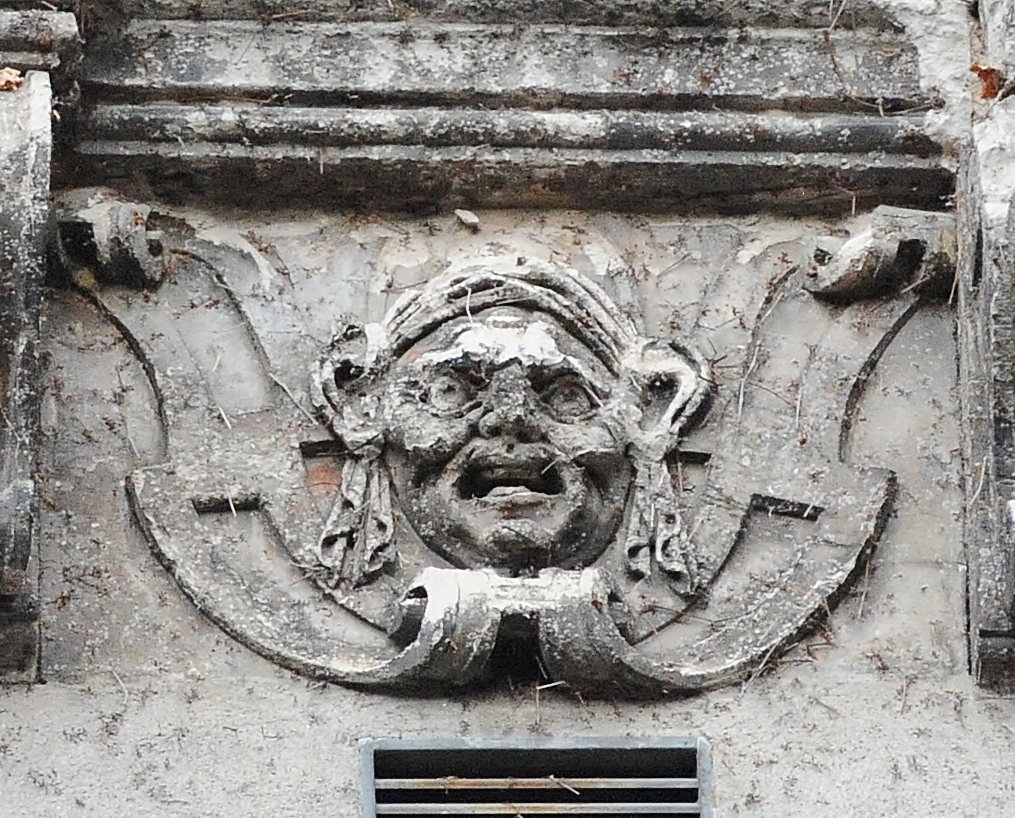
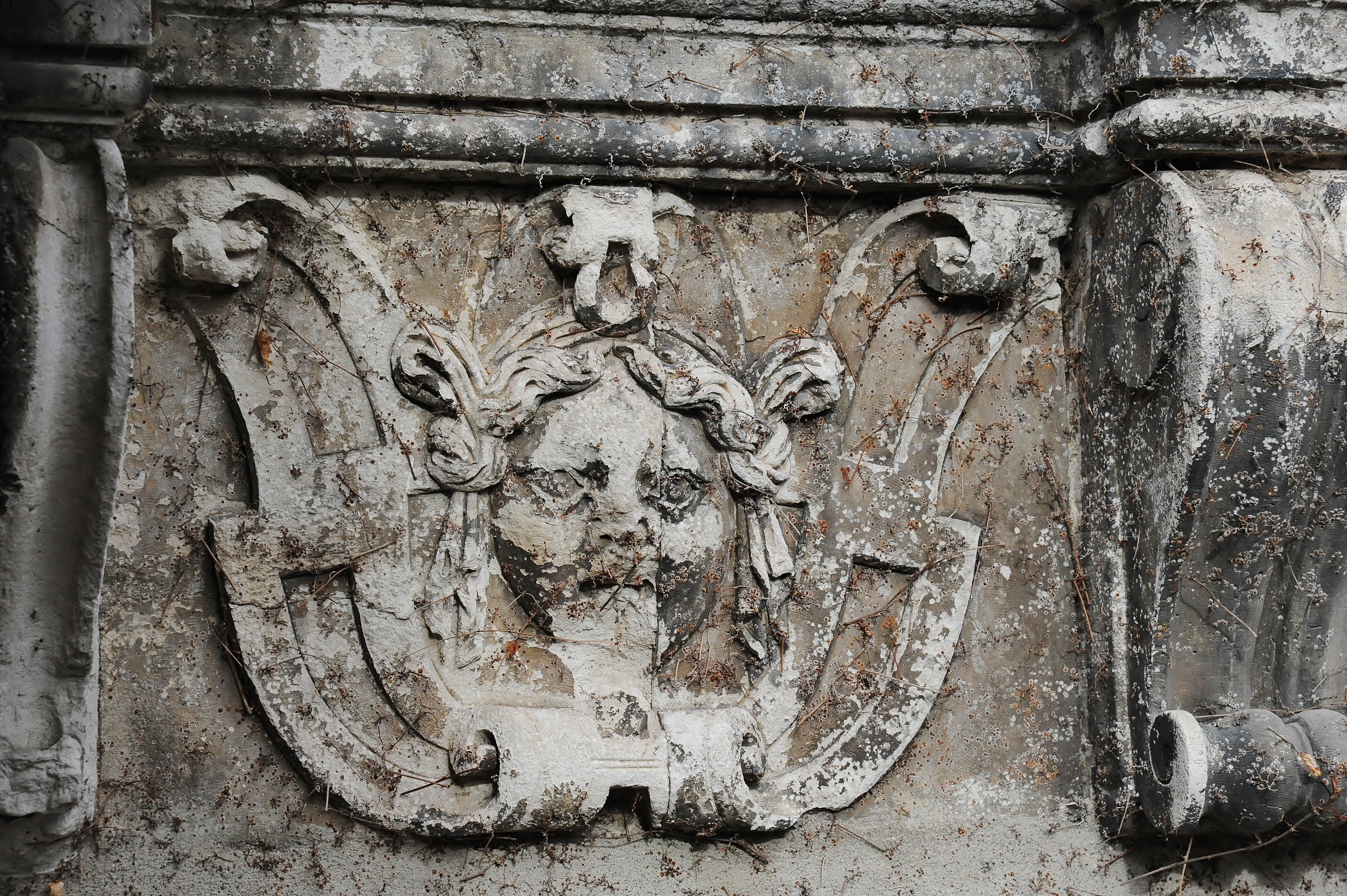
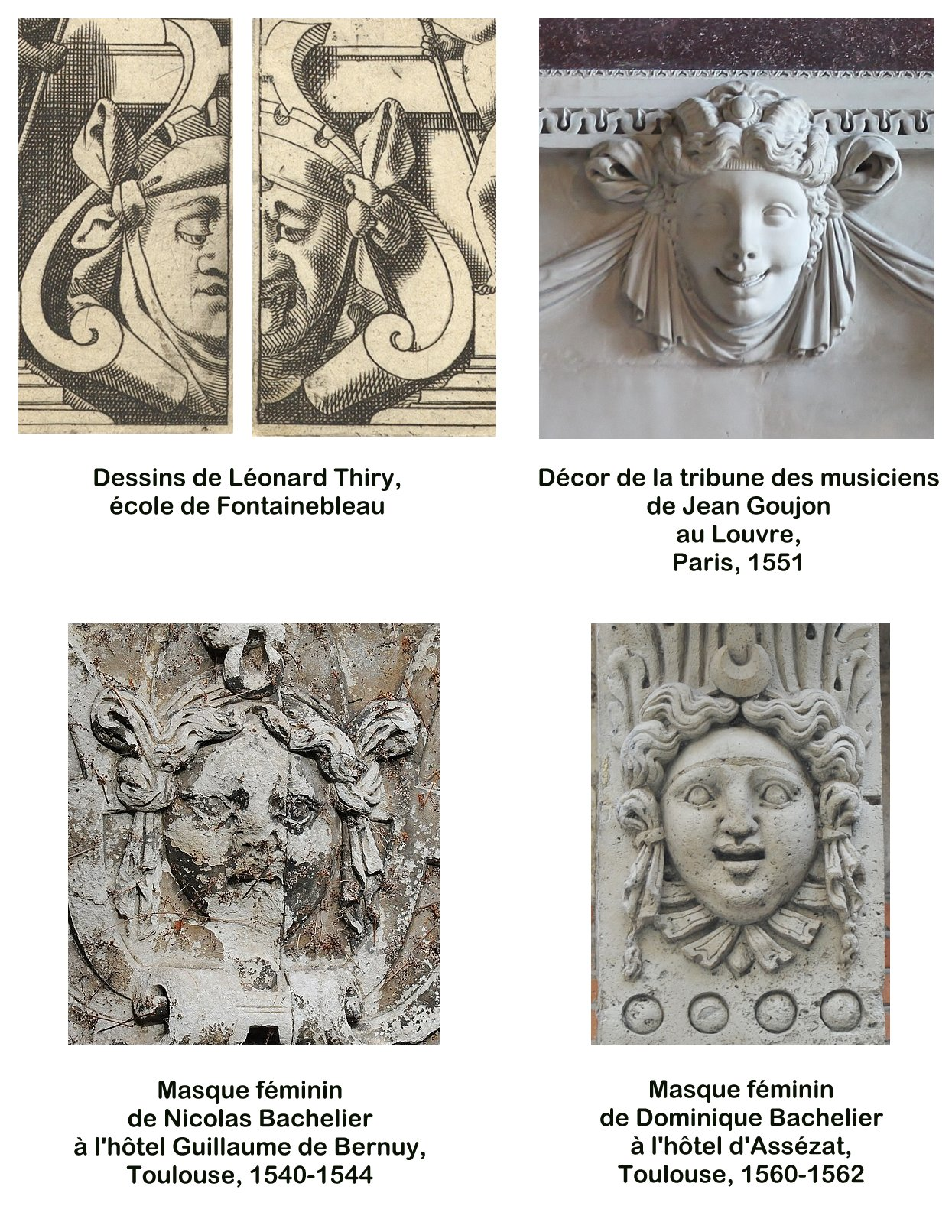